# Nos Tempos da Vaselina
Nos Tempos da Vaselina é um filme brasileiro de 1979, com direção de José Miziara.
É uma paródia do filme Grease: Nos Tempos da Brilhantina, musical lançado um ano antes.

## Sinopse
Aventuras de um caipira entre mulheres e marginais do Rio de Janeiro, mostrando o preconceito que sofrem pessoas do interior quando chegam à capital. Mas Onofre, o protagonista, sabe dar a volta “por cima”.

## Elenco
- João Carlos Barroso como Onofre
- Kate Lyra
- Aldine Müller
- Andrea Camargo
- Alvamar Taddei
- Maurício do Valle
- Petty Pesce
- Marcos Jardim
- Nidia de Paula
- Meiry Vieira
- Canarinho
- Fernando Reski
- Angelo Antônio
- Carlos Lyra
- Myone Pimentel